# Матюшин Федір Семенович
Федір Семенович Матюшин (21 квітня 1904 , Бежиця, Орловська губернія  — березень 1979 ) — український радянський партійний та господарський діяч. Член ЦК КП(б)У (1940–1949). Депутат Верховної Ради СРСР 2-го скликання.

## Біографія
Народився 21 квітня 1904 року в робітничій родині в місті Бежиця Брянського повіту, тепер частина міста Брянська Брянська область, Росія. Закінчив початкову школу. Розпочав трудову діяльність у тринадцятирічному віці. У травні 1917 — вересні 1919 року — учень, електромонтер Брянського вагонобудівного заводу у місті Бежиця Орловської губернії. У вересні 1919 — червні 1921 року — електромонтер Іжевського збройного заводу. У червні 1921 — жовтні 1925 року — кочегар, електромонтер Бежицького вагонобудівного заводу «Красный Профинтерн». У 1924 році вступив до комсомолу.
Член ВКП(б) з 10 лютого 1925 року.
У вересні 1925 року закінчив партійну школу скороченого типу. У жовтні 1925 — жовтні 1926 року — культпропагандист (керівник пересувної партійної школи, яка обслуговувала комуністів села) Брянського губернського комітету ВКП(б), завідувач відділу пропаганди і агітації Бежицького волосного комітету ВКП(б).
З 1926 року — знову працює на заводі. У жовтні 1926 — травні 1928 року — електромонтер, приймальник робіт, у травні 1928 — березні 1929 року — завідувач відділу культури заводу, в березні 1929 — лютому 1930 року — слюсар-електромонтер Бежицького вагонобудівного заводу «Красный Профинтерн».
У лютому 1930 — січні 1931 року — слухач курсів з підготовки до вищих технічних навчальних закладів при Ленінградській обласній раді профспілок. У січні 1931 — травні 1936 року — студент Ленінградського індустріального інституту, здобув спеціальність інженера-електрика.
У травні 1936 — травні 1938 року — інженер-електрик, головний механік Мелітопольського насосно-ремонтного (коксо-компресорного) заводу імені Єжова.
У травні 1938 — січні 1939 року — 1-й секретар Мелітопольського районного комітету КП(б) України Дніпропетровської області.
У січні — лютому 1939 року — 1-й секретар Організаційного бюро ЦК КП(б) України по Запорізькій області. 27 лютого 1939 — 4 жовтня 1941 року — 1-й секретар Запорізького обласного комітету КП(б) України. Одночасно, 17 квітня 1939 — 4 жовтня 1941 року — 1-й секретар Запорізького міського комітету КП(б) України.
У жовтні 1941 — серпні 1942 року — уповноважений Військової Ради Закавказького фронту, начальник оперативної групи при Військовій Раді Південного фронту. У жовтні 1942 — вересні 1943 року — в розпорядженні ЦК КП(б)У в Москві та Воронежі.
У вересні 1943 — 30 серпня 1946 року — 1-й секретар Запорізького обласного комітету КП(б) України. Одночасно, 14 жовтня 1943 — 12 вересня 1946 року — 1-й секретар Запорізького міського комітету КП(б) України.
У листопаді 1946 — травні 1953 року — заступник міністра місцевої промисловості Української РСР.
У травні 1953 — липні 1962 року — начальник Головного товарно-транспортного управління Укрголовнафтозбуту Державної планової комісії Української РСР. У липні 1962 — серпні 1965 року — начальник Головного управління із постачання та збуту нафти і нафтопродуктів при Раді міністрів Української РСР (Головнафтопостачзбуту УРСР).
З серпня 1965 року — персональний пенсіонер союзного значення у місті Києві. Помер у березні 1979 року.

## Нагороди
- орден Леніна (7.02.1939)
- орден Вітчизняної війни 1-го ст. (1945)
- два ордени Трудового Червоного Прапора (23.01.1948, 26.02.1958)
- медаль «За оборону Кавказу»  (1944)
- медаль «За перемогу над Німеччиною у Великій Вітчизняній війні 1941—1945 рр.» (1945)